# Вонгозеро (озеро, Карелия)
Во́нгозеро — озеро на территории Поросозерского сельского поселения Суоярвского района Республики Карелия. Другие названия, отмеченные в источниках: Вонгер, Гуткинское, Волхилампи. Находится примерно в 20 км от границы с Финляндией.

## Общие сведения
Площадь озера — 21,6 км², площадь бассейна — 236 км². Располагается на высоте 177,8 метра над уровнем моря.
Котловина ледниково-тектонического происхождения.
Форма озера продолговатая, оно вытянуто с юго-востока на северо-запад, в этом же направлении вытянуты острова на нём. Берега озера каменисто-песчаные, частично заболоченные.
С юго-западной стороны озеро протокой соединяется с озером Савиярви, с северо-запада втекает ручей из озера Тулос. В северо-западной оконечности озеро связано широкой протокой с озером Лубоярви, протоку пересекает автозимник.
Сток из озера осуществляется короткой протокой, вытекающей с юго-восточной стороны озера и впадающей в озеро Мярат, откуда воды ведут в реку Чеба.
В озере расположены более десяти островов общей площадью 0,68 км², однако их количество может варьироваться в зависимости от уровня воды.
Рыба: щука, окунь, сиг, ряпушка, плотва, налим, ёрш.
Код водного объекта в государственном водном реестре — 01040100211102000017630.

## В культуре
Озеро является одним из основных мест действия романа Яны Вагнер «Вонгозеро» (2011) и снятого по его мотивам телесериала «Эпидемия» (2019).